# Jesse Sergent
Pour les articles homonymes, voir Sergent (homonymie).
Jesse Sergent, né le 8 juillet 1988 à Feilding, est un coureur cycliste néo-zélandais, professionnel entre 2010 et 2016. Spécialiste de la poursuite sur piste, il a remporté la médaille de bronze de la poursuite par équipes aux Jeux olympiques de 2008 à Pékin avec Sam Bewley, Hayden Roulston et Marc Ryan.

## Biographie

### Jeunesse et carrière amateur

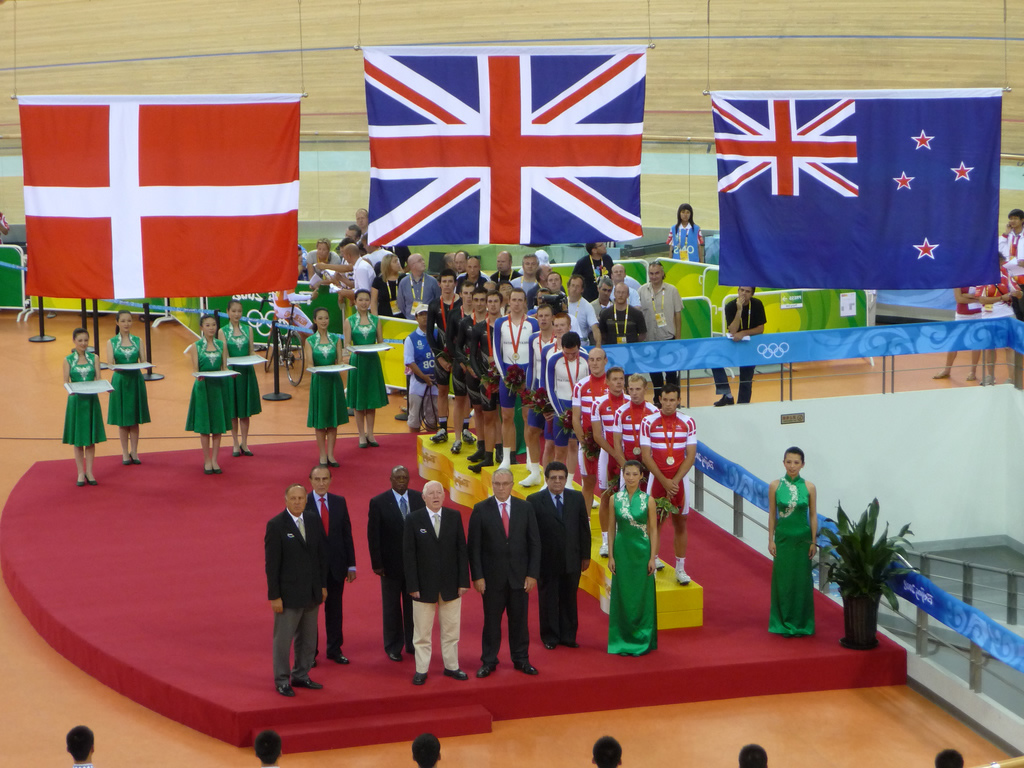
Podium de la poursuite par équipes masculine aux Jeux olympiques d'été de 2008.

Jesse Sergent commence le cyclisme à 12 ans au vélodrome de Feilding.
En 2005, avec ses coéquipiers Sam Bewley, Westley Gough et Darren Shea, il remporte le championnat du monde de poursuite par équipes juniors. L'année suivante, aux championnats du monde juniors, il est médaillé de bronze de la poursuite individuelle et médaillé d'argent de la poursuite par équipes.
En 2007, il participe pour la première fois aux championnats du monde sur piste élites, à Palma de Majorque. Il y est dixième de l'omnium. L'année suivante, il fait partie, avec Sam Bewley, Hayden Roulston, Marc Ryan et Wesley Gough, de l'équipe de Nouvelle-Zélande qui dispute la poursuite par équipes aux Jeux olympiques de Pékin. Deuxième du tour préliminaire, cette équipe bat ensuite l'Espagne en demi-finale, puis l'Australie pour obtenir la médaille de bronze.
En 2009, Jesse Sergent et Sam Bewley intègrent l'équipe Trek Livestrong. Courant toujours sur piste, il est médaillé de bronze du championnats du monde de poursuite par équipes en 2009, médaillé d'argent de la poursuite individuelle aux championnats du monde de 2010, et médaillé d'argent de la poursuite individuelle et de la poursuite par équipes aux Jeux du Commonwealth de 2010.

### Carrière professionnelle
Jesse Sergent devient coureur professionnel sur route en 2011, au sein de l'équipe RadioShack. Il poursuit sa carrière sur piste, obtenant notamment la médaille d'argent de la poursuite individuelle aux championnats du monde, en étant battu par Jack Bobridge en finale. Il s'illustre sur route durant cette première saison professionnelle en gagnant deux courses par étapes, les Trois Jours de Flandre occidentale et le Tour du Poitou-Charentes, dont il gagne les étapes contre-la-montre. Il obtient une troisième victoire en contre-la-montre lors de l'Eneco Tour, épreuve du ProTour. En septembre, il représente pour la première fois la Nouvelle-Zélande aux championnats du monde sur route élites. Il prend la dix-huitième place du contre-la-montre. À l'issue de cette saison, il est désigné cycliste sur route masculin de l'année par sa fédération.
En début d'année 2012, il est notamment deuxième des Trois Jours de Flandre-Occidentale et sixième des Trois Jours de La Panne. Au printemps, il dispute le Tour d'Italie, son premier grand tour. Huitième du contre-la-montre inaugural, il est troisième de la dernière étape, un contre-la-montre. Il se concentre ensuite sur les Jeux olympiques de Londres, où il fait partie de la sélection néo-zélandaise qui dispute la poursuite par équipes. Les Néo-Zélandais réalisent le troisième temps lors des qualifications et au premier tour. Ils battent ensuite l'équipe de Russie pour obtenir, comme en 2008, la médaille de bronze. Après ces Jeux olympiques, il délaisse la piste pour se concentrer sur la route. Durant les derniers mois de la saison, il participe notamment aux championnats du monde sur route, dans le Limbourg néerlandais. Avec RadioShack, il est huitième du premier championnat du contre-la-montre par équipes de marques. Il prend ensuite la 23e place du contre-la-montre individuel, puis dispute la course en ligne, en remplacement de Jack Bauer. Il ne termine pas cette course.
En juillet 2014, il obtient une première victoire dans une course en ligne en gagnant en solitaire la cinquième étape du Tour d'Autriche. Deux jours plus tard, il est deuxième de l'étape contre la montre. À la fin de ce mois, il représente la Nouvelle-Zélande aux Jeux du Commonwealth, à Glasgow. Il prend la cinquième place du contre-la-montre. Il dispute ensuite le Tour d'Espagne. Il termine deuxième de la dernière étape, un contre-la-montre où il est devancé de huit secondes par Adriano Malori. Fin septembre, aux championnats du monde, à Ponferrada en Espagne, il est septième du contre-la-montre par équipes et douzième du contre-la-montre individuel.
Faisant partie d'une échappée lors du Tour des Flandres 2015, Jesse Sergent est percuté par une voiture neutre et chute. Il doit abandonner la course, étant atteint d'une fracture de la clavicule gauche. Fin 2015 il quitte la formation Trek Factory Racing et signe un contrat avec l'équipe française AG2R La Mondiale.
En juillet 2016, il annonce mettre un terme à sa carrière, car il n'a jamais retrouvé son meilleur niveau après sa chute survenue lors du Tour des Flandres 2015.

## Palmarès sur piste

### Jeux olympiques
- Pékin 2008
  -  Médaillé de bronze de la poursuite par équipes (avec Sam Bewley, Hayden Roulston et Marc Ryan)
- Londres 2012
  -  Médaillé de bronze de la poursuite par équipes (avec Marc Ryan, Westley Gough et Sam Bewley)

### Championnats du monde
- Palma de Majorque 2007
  - 10e de l'omnium
- Pruszków 2009

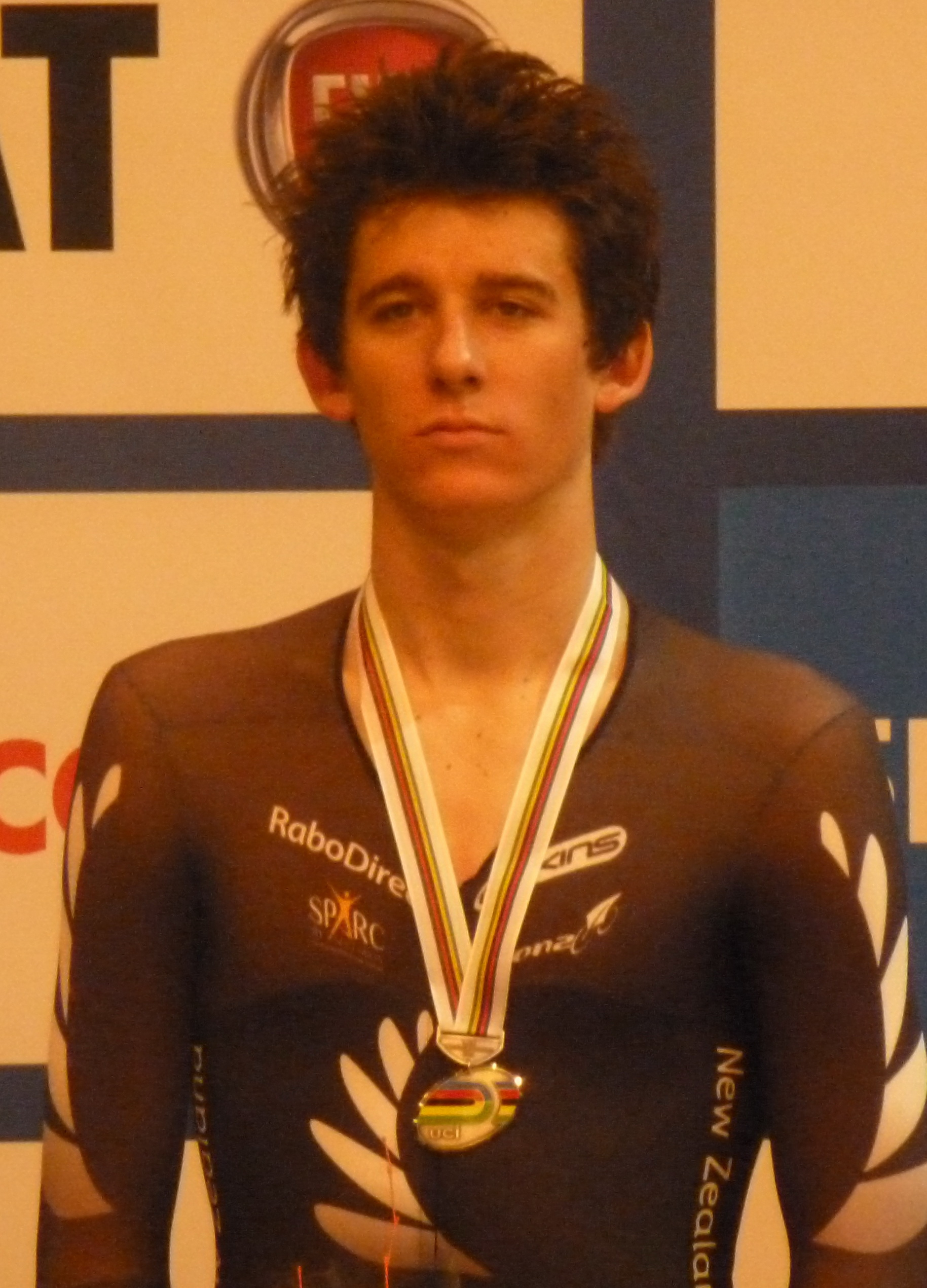
Jesse Sergent sur le podium du championnat du monde de poursuite 2011

  -  Médaillé de bronze de la poursuite par équipes
  - 5e de la poursuite
- Ballerup 2010
  -  Médaillé d'argent de la poursuite individuelle
- Apeldoorn 2011
  -  Médaillé d'argent de la poursuite individuelle
  - 4e de la poursuite par équipes

### Championnats du monde juniors
- 2005
  -  Champion du monde de poursuite par équipes juniors (avec Sam Bewley, Westley Gough et Darren Shea)
- 2006
  -  Médaillé d'argent de la poursuite par équipes
  -  Médaillé de bronze de la poursuite

### Coupe du monde
- 2007-2008
  - 2e de la poursuite par équipes à Sydney
- 2008-2009
  - 1er de la poursuite à Pékin
  - 2e de la poursuite par équipes à Pékin
- 2009-2010
  - 1er de la poursuite à Melbourne
  - 3e de la poursuite par équipes à Melbourne
- 2010-2011
  - 1er de la poursuite par équipes à Cali (avec Westley Gough, Marc Ryan et Sam Bewley)
- 2011-2012
  - 1er de la poursuite par équipes à Cali (avec Aaron Gate, Sam Bewley et Marc Ryan)

### Jeux du Commonwealth
- New Delhi 2010
  -  Médaillé d'argent de la poursuite
  -  Médaillé d'argent de la poursuite par équipes

### Championnats d'Océanie
| Édition / Épreuve | Poursuite individuelle | Poursuite par équipes                         | Américaine           |
| 2007              |                        | Argent                                        |                      |
| 2009              | Or                     |                                               | Or (avec Tom Scully) |
| 2011              | Or                     | Or (avec Sam Bewley, Aaron Gate et Marc Ryan) |                      |

### Jeux d'Océanie juniors
- 2005
  -  Médaillé d'or de la poursuite
  -  Médaillé d'argent du scratch
  -  Médaillé d'argent de la course aux points

### Championnats nationaux
- Champion de Nouvelle-Zélande de poursuite juniors : 2006

## Palmarès sur route et classements mondiaux

### Palmarès
- 2004

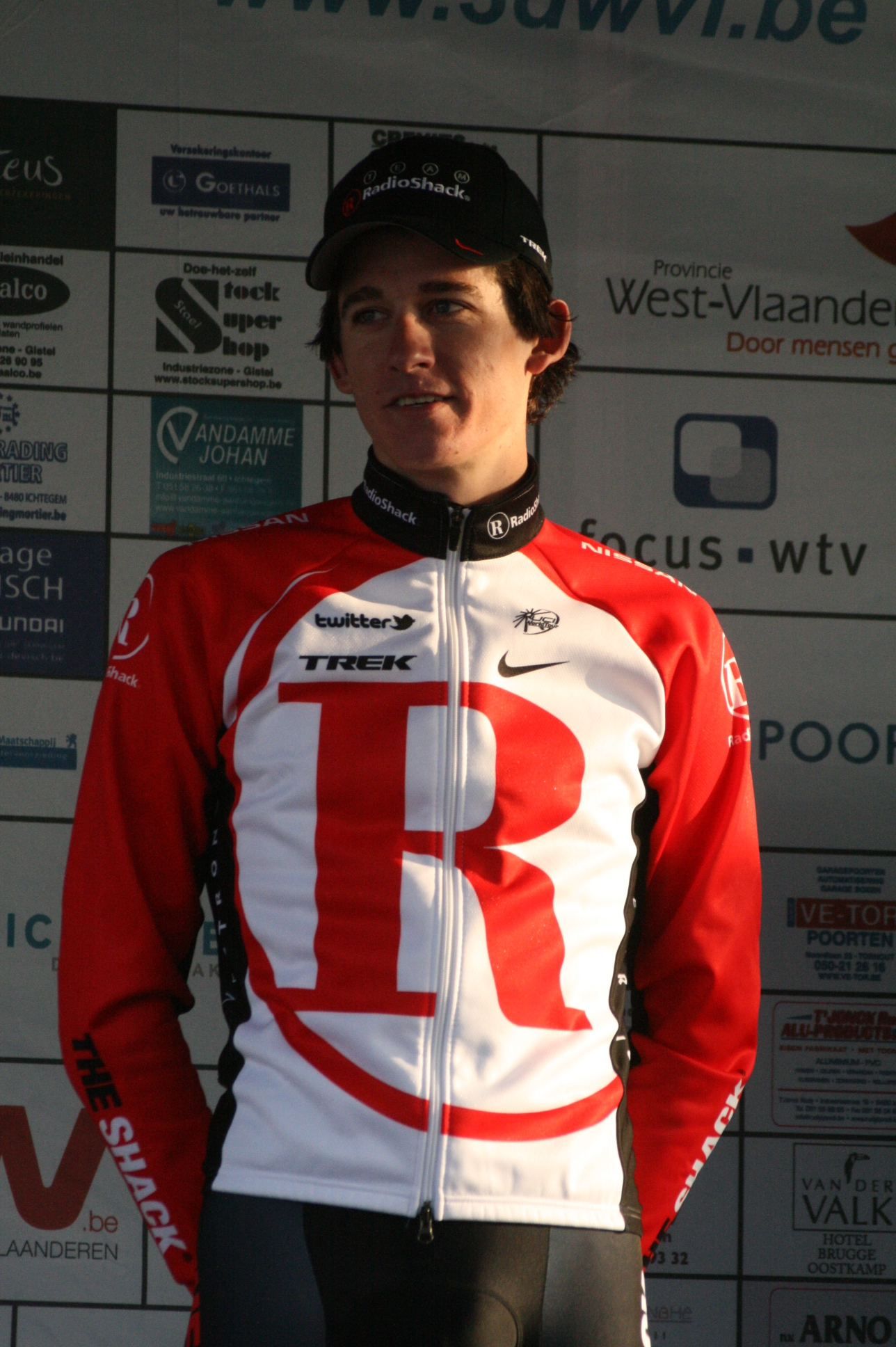
Jesse Sergent lors de sa victoire aux Trois Jours de Flandre-Occidentale 2011.

  - 2e du championnat de Nouvelle-Zélande du contre-la-montre cadets
- 2005
  -  Médaillé d'or du contre-la-montre aux Jeux d'Océanie juniors
  - 3e du championnat de Nouvelle-Zélande du contre-la-montre juniors
- 2006
  -  Champion de Nouvelle-Zélande du contre-la-montre juniors
- 2009
  - 1re étape du Tour de Southland (contre-la-montre par équipes)
- 2010
  - Prologue de la Cascade Classic
  - 3e étape du Tour of the Gila (contre-la-montre)
  - 3e du championnat de Nouvelle-Zélande du contre-la-montre espoirs
  - 3e de l'Olympia's Tour
- 2011
  - Trois Jours de Flandre-Occidentale :
    - Classement général
    - Prologue

  - 4e étape de l'Eneco Tour (contre-la-montre)
  - Tour du Poitou-Charentes :
    - Classement général
    - 4e étape (contre-la-montre)

  - 2e du championnat de Nouvelle-Zélande du contre-la-montre
- 2012
  - 2e des Trois Jours de Flandre-Occidentale
  - 3e du championnat de Nouvelle-Zélande du contre-la-montre
- 2014
  - 5e étape du Tour d'Autriche
- 2015
  - 1re étape du Tour d'Alberta (contre-la-montre par équipes)
  - 3e des Trois Jours de Flandre-Occidentale

### Résultats sur les grands tours

#### Tour d'Italie
- 2012 : 139e
- 2013 : 153e

#### Tour d'Espagne
- 2014 : 131e

### Classements mondiaux
| Année            | 2009 | 2010 | 2011 | 2012 | 2013 | 2014 | 2015 | 2016 |
| ---------------- | ---- | ---- | ---- | ---- | ---- | ---- | ---- | ---- |
| UCI World Tour   |      |      | 165e | 199e | 195e | 135e | nc   | nc   |
| UCI America Tour | 374e |      |      |      |      |      |      |      |
| UCI Europe Tour  | nc   | 494e |      |      |      |      |      |      |
| UCI Oceania Tour | 67e  | 80e  |      |      |      |      |      |      |